# Himjariterne
Himjariterne (også himjarer, homeriter) eller Det himjaritiske rige (arabisk: مملكة حمير mamlakat ħimyâr) var en stat i det sydlige Arabien, som dateres til omkring 110 f.Kr.. Riget erobrede nabolandet Saba omkring 25 f.Kr., Qataban ca. 200 og Hadramaut ca. 300.

## Historie
Allerede omkring 700 år f.Kr. var himjariterne antagelig herskende i det sydvestlige Arabien eller Yemen i bredere mening (det vil sige Yemen samt de mod øst beliggende kystområder Hadramaut og Mahra). Ifølge arabiske kilder udgjorde himjariterne den ældre gren af de jahtaniske sabeere, efter som deres stamfader, Himjar (af arabisk áhmar, rød; således kaldet for sin kærlighed til røde klæder), var en ældre søn af Abd-sjems, kaldet Saba. Den yngre søn, Kahlân, grundlagde en anden gren. Begge indbefattes de egentlig under navnet sabeer, men efter at Hârit-er-râish, Himjars afkom i 15.de led, i 2. århundrede f.Kr., havde gjort sig til ubestridt herre over Yemen, forekom hos historiske forfattere begge udtryk, sabeer og himjariter, som helt ensbetydende navne for et og samme folk. I græske kilder omtales himjariterne under navnene homeriter og sabeer.
At det himjaritiske vælde i flere århundreder var blomstrende og havde en egen kultur derom vidner ikke kun de endnu i dag bestående levn af af slotte, dæmninger og andre bygningsværker, menn tillige den i sammenligning med de arabiske stammers almindeligtvis nomadiserende liv karakteristiske inddeling i faste forvaltningskredse, michlâf, samt de så kaldte himjaritiske indskrifter. De fornemmeste byer var Marjab (arab.isk Marib) Saba, Safar og Sana, som afløste hinanden som kongernes, eller, som de fra Harits tid kaldtes, tubbas, residens. Ifølge Philostorgius (Hist. eccles. lib. III) skal himjariterne allerede i Konstantin 2.s tid (337–361) af en inder Teofilos være overgåede til kristendommen, men ifølge andre overleveringer skal dette først være sket under Anastasius (491–518).
Den sidste og historisk mest kendte af de himjaritiske tubba, Du-nuâs, i græske og syriske kilder kaldet Dimion, Dimnos (490–525), erklærede sig umiddelbart efter sin tronbestigelse som en ivrig tilhænger af de da allerede i lang tid i Yemen bosatte jøders lære og iværksatte blandt de kristne et forfærdeligt blodbad, som blev begyndelsen til det himjaritiske vældes fald. De kristne vendte sig nemlig med en bøn om hjælp til kejser Justinus 1. (518–527), og på dennes opfordring foretog den kristne konge i Axum (i Abessinien) Nedjasji eller, ifølge andre, hans efterfølger Adad et hærtog mod Yemen, hvilket afsluttedes med landets fuldstændige undertvingelse. Omkring 575 kaldte de undertvungne himjaritere perserkongen Anusjirvan til hjælp, og efter flere års kampe lagdes Yemen, omkring 597, under det persiske rige. I 629 blev Yemen invaderet af de islamitiske arabere.

## Sprog
De talrige indskrifter er de eneste levn, der er tilbage af himjareriternes sprog. Disse indskrifter blev først kendte gennem Seetzens og Wellsteds rejser, samledes af Arnaud, Fresnel, Miles, Playfair og især Halévy, som i omegnen af Sana kopierede omkring 600 tekster, og tolkedes af Gesenius (forsøgsvis), Osiander, som påviste det himjaritiske sprogs væsen og betydning, Halévy, Mordtmann, Praetorius og D. Müller.
Det himjaritiske sprog tilhører den sydlige gren af den semitiske sprogstamme og er nærmest beslægtet med arabisk samt med etiopisk. Det adskiller sig fra arabisk fortrinsvis ved fraværet af en artikel, flere for etiopisk og himjaritisk egne ordstammer og endelig tillige ved sit alfabet, som ned hensyn til tegnenes antal og betydning ikke helt modsvarer det arabiske. Fra etiopisk og arabisk i fællesskab adskiller himjaritisk sig vedm følgende karakteristiske træk: imperfektums endelse på -n, hældende -m som kendetegn for substantivers ubestemte form samt endelsen -s som suffix for 3 person ental maskulinum. Som ætlinger af dette sprog kan anses de nu på Arabiens sydlige kyst talte sprog hakili og mehri, som sammen med nogle andre dertil hørende sprog kaldes himjaritiske eller himjariske sprog.